# Provincia de Upsala
La provincia de  Upsala es una de las 21 provincias administrativas en que se organiza Suecia y está localizada en el centro-este del país. Se encuentra entre Mälaren en el sur y el golfo de Botnia en el norte. Su capital es Upsala.

## Historia
El condado se formó en 1641 a partir de Upplands län, regresó a este en 1649-1652 y 1655 para finalmente ser su propio condado a partir de 1714.
En 1971, el municipio actual de Knivsta y el entonces municipio de Östhammar fueron trasladados aquí desde el condado de Estocolmo. Al mismo tiempo, el municipio de Upplands-Bro fue transferido al condado de Estocolmo desde el condado de Uppsala. El municipio de Knivsta se formó recientemente en 2003 a través de una ruptura del municipio de Uppsala del área que antes de la fusión en 1971 formaba el municipio del condado de Knivsta.
El 22 de septiembre de 2005, el Riksdag decidió trasladar el municipio de Heby en el condado de Västmanland al condado de Uppsala. La enmienda entró en vigor el 1 de enero de 2007.

## Geografía
La provincia tiene un área de 6.889 km², que en términos de extensión es similar a la mitad de Montenegro. Limita con las provincias de Estocolmo, Södermanland, Västmanland, y Gävleborg. La capital es la ciudad de Upsala, que se encuentra en la zona meridional de la provincia. Con cerca de 200 000 habitantes, concentra más del 50% de la población de la provincia.
La superficie baja y llana de la provincia es drenada por el río Fyris.

## Administración
Cuenta con un gobierno civil o länsstyrelse, el cual es dirigido por un gobernador nombrado por el gobierno de Suecia. También posee una diputación provincial o landsting, la cual es la representación municipal nombrada por el electorado de la provincia. 
El Consejo Regional de Upsala (CR) es un foro para l atoma de decisiones políticas en la provincia, donde el máximo órgano político y decisorio es la Asamblea del Consejo. El CR está compuesto por el Consejo de la provincia y sus ocho municipios: Enköping, Heby, Håbo, Knivsta, Tierp, Upsala, Älvkarleby y Östhammar.

## Municipios
|  | - Älvkarleby - Enköping - Håbo - Heby - Knivsta - Östhammar - Tierp - Upsala |

## Economía
En la provincia de Upsala se cultivan algunas variedades de granos y papas, y también hay una incipiente industria de cría de ganado y lechería. Sus principales depósitos de mineral de hierro se encuentran en la región alrededor de Dannemora, y la provincia cuenta varias acerías y acerías. Además, hay una planta hidroeléctrica ubicada en Älvkarleby.